# Paracetamol
Paracetamol (handelsnavne: Panodil, Pamol og Pinex) er et meget udbredt smertestillende og febernedsættende håndkøbslægemiddel. Paracetamol anvendes hyppigt til behandling af hovedpine og andre svage smerter. Kombineret med opioider anvendes stoffet også mod stærke smerter, fx efter kirurgi eller hos kræftpatienter. Paracetamol klassificeres ikke som et NSAID, da det kun besidder ringe antiinflammatoriske egenskaber.

## Egenskaber
Paracetamol benyttes som et universelt middel mod smerter. Det virker let til moderat smertestillende og har ikke nogen betændelseshæmmende eller speciel antireumatisk effekt.
Kemisk er paracetamol et omdannelsesprodukt af fenacetin, men har mindre nyrebeskadigende effekt, ligesom det stort set ikke irriterer maveslimhinden som f.eks. acetylsalicylsyre. Paracetamol indtages mest på tabletform eller som stikpiller.

## Bivirkninger
Ved samtidig indtagelse af paracetamol og acetylsalicylsyre er der risiko for overbelastning af nyrerne. Såfremt indikation for yderligere smertestillelse foreligger, vil det normalt være procedure at kombinere paracetamol med ibuprofen eller et andet nonsteroidt antiinflammatorisk middel (NSAID).
Studier viser forøget risiko for kronisk nyresygdom ved et årelangt, højt forbrug af paracetamol. Der er påvist forhøjede levertal allerede ved 1-2 ugers brug af paracetamol i højeste daglige dosering.

## Risiko for forgiftning
Det er meget vigtigt, at man ikke indtager mere af lægemidlet end den anbefalede dosis, der for voksne er maksimalt 4g per døgn. Overskrides dosis, f.eks. i selvmordsøjemed, kan det medføre irreversible, smertefulde skader på bl.a. leveren på længere sigt, selv om den akutte forgiftning kan behandles. Enhver, der har indtaget mere end den maksimale dagsdosis skal derfor altid tilses af en læge. 
Advarselsmærkning på smertestillende piller har været et lovkrav siden 2004. Formålet med advarselsmærkningen er at nedbringe antallet af selvmordsforsøg med svage smertestillende lægemidler. Endvidere opfordrer Lægemiddelstyrelsen i Danmark til, at denne type medicin opbevares uden for børns rækkevidde.

## Lægemidler med paracetamol på det danske marked
I Danmark fås paracetamol som eneste indholdsstof i en række distributionsformer i håndkøb. Herudover fås præparatet i i andre doser på recept og i forskellige kombinationsmidler på recept.
I håndkøb fås paracetamol under handelsnavne som Pamol, Panodil, Paratabs og Pinex.
Produkterne sælges som tabletter, brusetabletter, mikstur (oral opløsning) og suppositorier (stikpiller).
På recept findes produktet ovennævnte i andre pakningsstørrelser end ovenstående, og tillige som Perfalgan infusionsvæske, samt i kombinationspræparater med kodein, eksempelvis Fortamol.